# Molophilus (Molophilus) bispinosus
Molophilus (Molophilus) bispinosus is een tweevleugelige uit de familie steltmuggen (Limoniidae). De soort komt voor in het Nearctisch gebied.